# 岩手県道106号前沢東山線
岩手県道106号前沢東山線（いわてけんどう106ごう まえさわひがしやません）は、岩手県奥州市前沢地区と一関市を結ぶ一般県道である。

## 概要
奥州市前沢の中心部から束稲山を経て一関市東山地区へ至る。途中の束稲山を越える区間は幅員狭小のため大型車通行禁止である。

### 路線データ
- 実延長 : 19,309.9m[1]
- 起点 : 奥州市前沢[1]（岩手県道243号新城馬口沢線交点）
- 終点 : 一関市東山町長坂町[1]（岩手県道19号一関大東線交点）

## 歴史
- 1976年（昭和51年）10月1日 - 県道に認定される[1]。

## 路線状況

### 重複区間
- 岩手県道14号一関北上線 : 奥州市前沢生母字中道 - 奥州市前沢生母字前川原
- 岩手県道289号柴宿横沢線 : 一関市東山町長坂字北磐井里・地内

## 地理

### 通過する自治体
- 奥州市 - 一関市

### 交差する道路
- 岩手県道243号新城馬口沢線（起点）
- 国道4号前沢バイパス（奥州市前沢字河ノ畑・河ノ畑交差点）
- 岩手県道14号一関北上線・水沢江刺駅方面（奥州市前沢生母字中道）
- 岩手県道14号一関北上線・一関方面（奥州市前沢生母字前川原）
- 岩手県道289号柴宿横沢線・国道343号方面（一関市東山町長坂字北磐井里）
- 岩手県道289号柴宿横沢線・摺沢駅方面（一関市東山町長坂字磐井里）
- 岩手県道237号長坂束稲前沢線（一関市東山町長坂西本町）
- 岩手県道19号一関大東線（終点）

### 沿線の施設など
- 北上川
- 生母郵便局
- 一関市役所東山支所
- JR東日本 大船渡線 猊鼻渓駅